# Bajkonuri űrrepülőtér

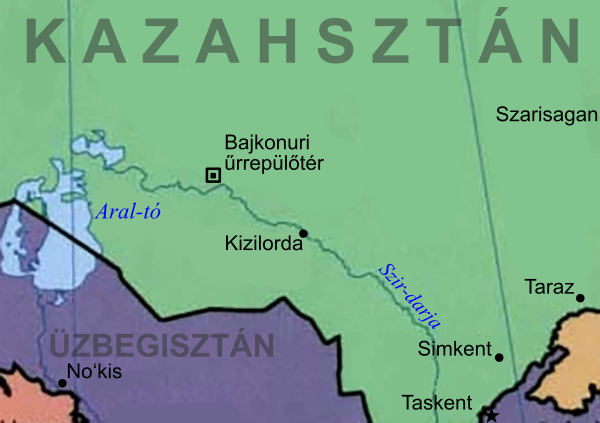
A Bajkonur Űrközpont Kazahsztánban

A bajkonuri űrrepülőtér (kazakul: Байқоңыр ғарыш айлағы, Bayqoñır ğarış aylağı; oroszul: Космодром Байконур) Kazahsztánban, Bajkonur város mellett található rakétaindító hely. Bajkonur a legnagyobb orosz űrközpont (űrkikötő, kozmodrom, űrrepülőtér). Innen lőtték fel az első műholdat, a Szputnyik–1-et, 1957. október 4-én; és az első embert, Jurij Gagarint, 1961. április 12-én a Vosztok–1 űrhajóval a világűrbe. 

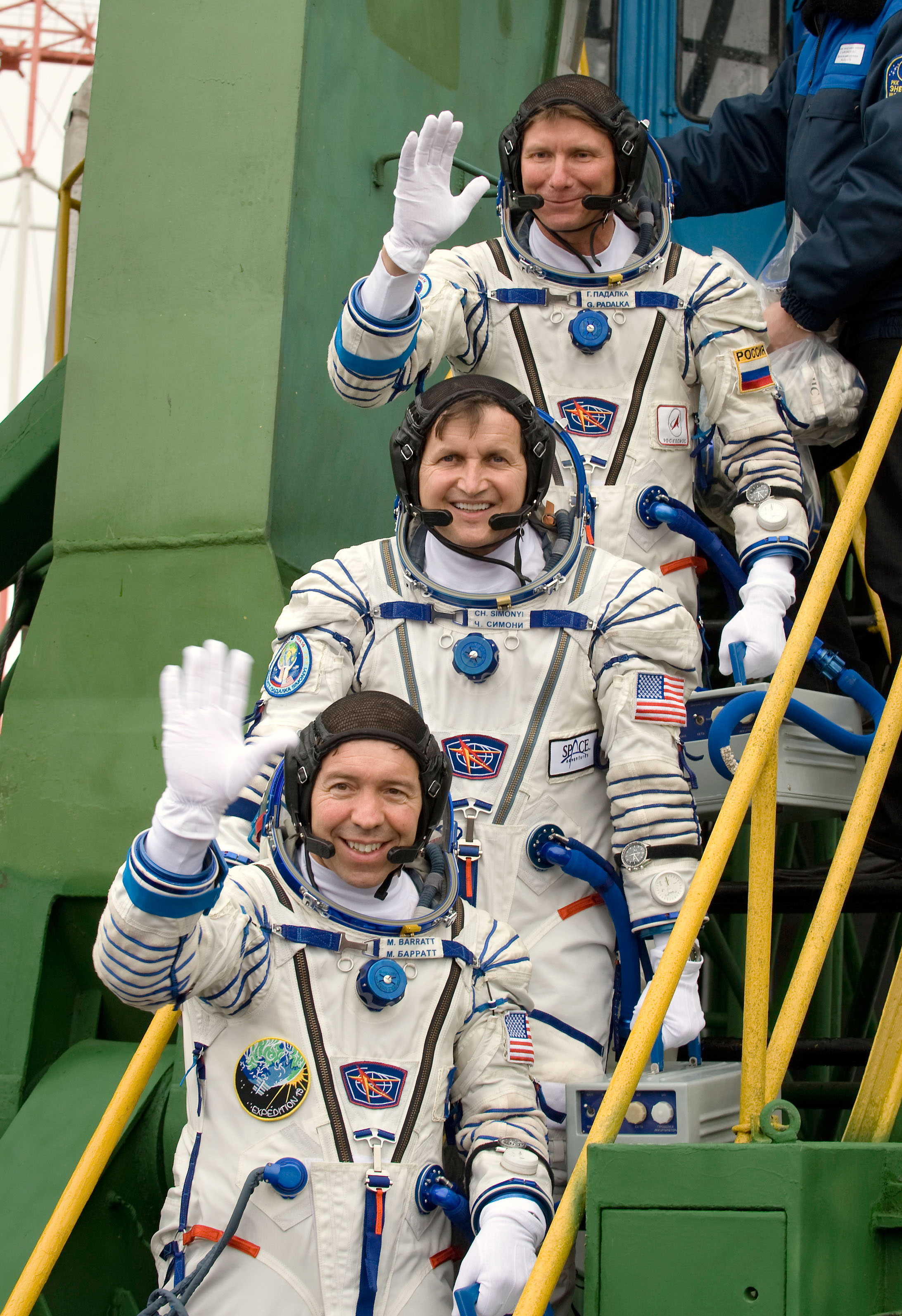
Simonyi Károly (középen) az Expedition 19 indítása előtt, 2009. március 26-án, Bajkonurban. Simonyi az egyetlen űrturista, aki kétszer is járt az űrben, a saját pénzén

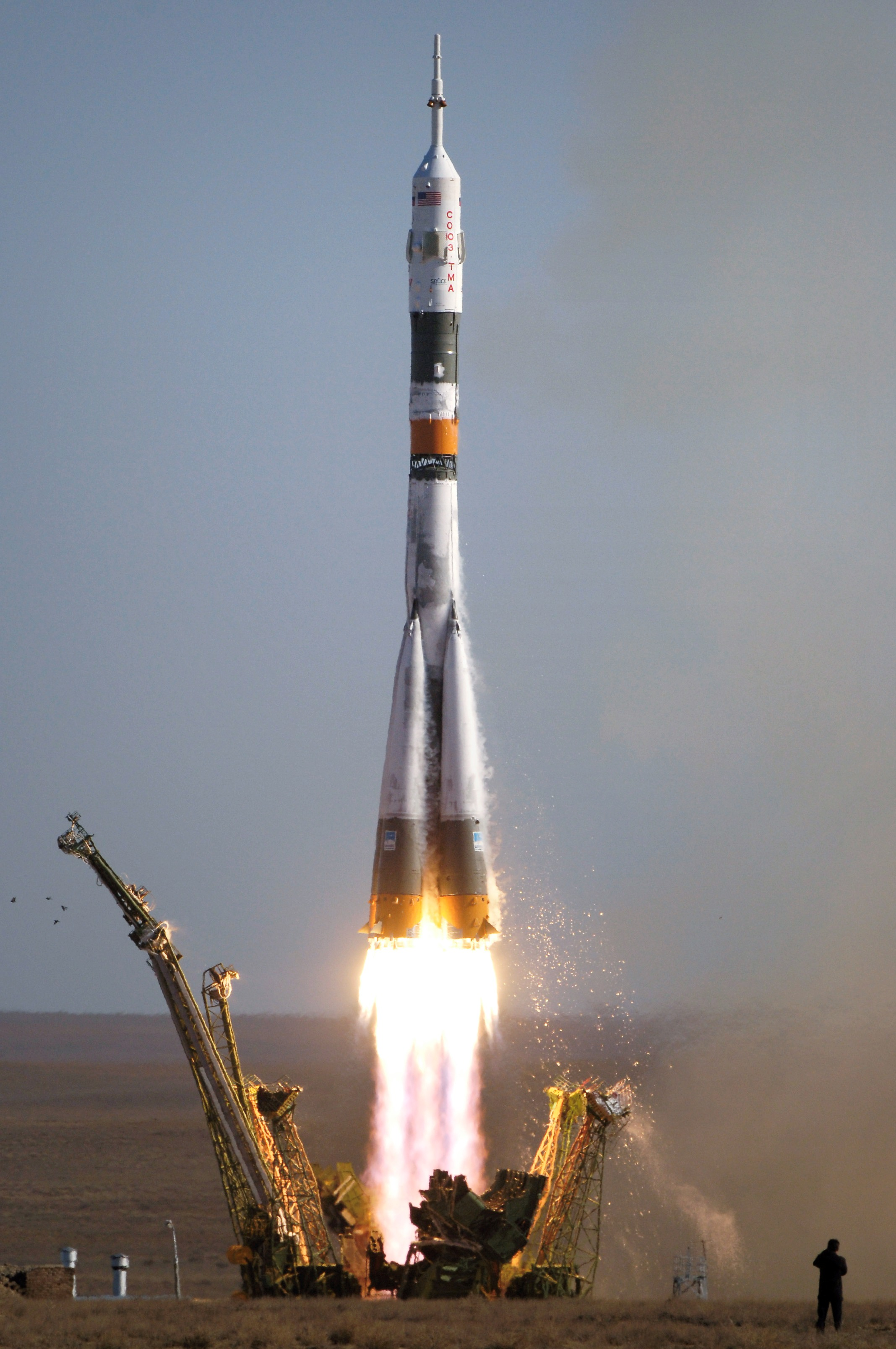
A Szojuz TMA-9 űrhajó kilövése 2006. szeptember 18-án

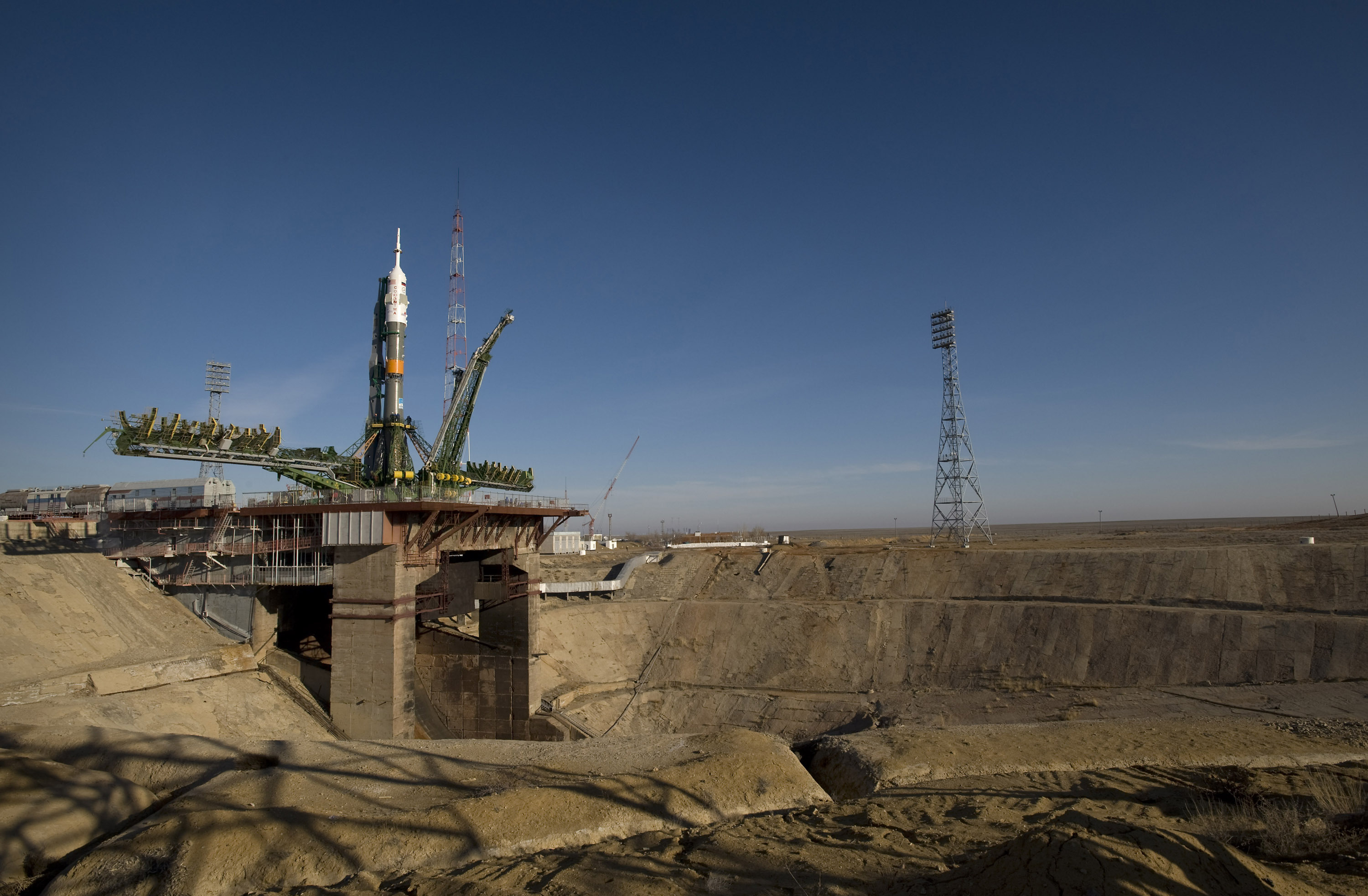
A Szojuz 19 kilövőállása, 2009

## Földrajzi elhelyezkedés
Bajkonur a kazahsztáni sztyeppék közepén, Kizilorda tartományban (kazakul: Қызылорда облысы, oroszul: Кызылординская область)  található, egy olyan kontinentális éghajlatú régióban, amelyet a perzselő nyarak - néha 50 °C-os maximumokkal, míg a fagyos telek -32 °C-os hőmérsékletekkel és erős szelekkel kísért fagyos telekkel jellemeznek. A bázis a Szir-darja folyó jobb (északkeleti) partján, az Aral-tótól 200 kilométerre keletre található. A Moszkva-Taskent vasútvonalnak van egy mellékvonala, amely Töretam állomás közelében található, amely ma Bajkonur város állomása, amely a kozmodrommal együtt született.

## Történet

### Szovjet korszak
A szovjet kormány 1955. február 12-én adta ki az 5. számú Tudományos Kutatási Kísérleti Központ (NIIP-5; oroszul: 5-й Научно-Исследовательский Испытательный Полигон, Pjatij Naucsno-Isszledovatyelszkij Iszpitatyelnij Poligon) létrehozásáról szóló rendeletet. Valójában 1955. június 2-án alapították meg, eredetileg a világ első interkontinentális ballisztikus rakétájának készült, az R-7 Szemjorkának kísérleti központként. A NIIP-5 hamarosan kibővült az űrrepülések indítóberendezéseivel. A helyszínt egy Vaszilij Voznyuk nevű tábornok által vezetett bizottság választotta ki, amelyre Szergej Koroljov, az R-7 Szemjorka főtervezője, később a szovjet űrprogram első embere, is hatással volt. Síkvidéken kellett elhelyezni, mivel az akkori rakéta rádióirányító rendszere megkövetelte a több száz kilométerre lévő földi állomásokról érkező folyamatos jelek fogadását is, továbbá a rakéta röppályájának távol kellett lennie a lakott területektől. Emellett előnyös az űrkilövőhelyeket az Egyenlítőhöz közelebb helyezni, hogy a Föld felszínének forgási sebességét kihasználják. Ezeket a szempontokat figyelembe véve a bizottság Tyuratamot, a kazahsztáni sztyeppék szívében található falut választotta. A kilövőberendezések megépítésének költségei, valamint a több száz kilométernyi új út- és vasútvonal a Szovjetunió egyik legköltségesebb infrastrukturális projektjévé tették a kozmodromot, amely körül egy település épült, hogy lakásokat, iskolákat és infrastruktúrát biztosítson a dolgozók számára. A települést 1966-ban városi rangra emelték, és Leninszknek (oroszul: Ленинск) nevezték el.
Az amerikai U-2 magaslégköri felderítő repülőgép 1957. augusztus 5-én találta meg és fényképezte le először itt a töretami rakétakísérleti űrközpontot.

### Orosz korszak
A Szovjetunió 1991-es felbomlását követően az orosz űrprogram a Független Államok Közössége égisze alatt működött tovább Bajkonurban. Oroszország 99 éves bérleti szerződést akart kötni Bajkonurra, de végül beleegyezett a 6000 km²-es körzet évi 115 millió dolláros bérleti összegébe 20 évre, kiegészítve egy 10 éves hosszabbítási opcióval. 2005. június 8-án az Orosz Föderációs Tanács ratifikálta az Oroszország és Kazahsztán közötti megállapodást, amely 2050-ig meghosszabbította Oroszországnak az űrrepülőtér bérleti idejét. Az Orosz Föderációs Tanács 2005. június 8-án ratifikálta az Oroszország és Kazahsztán közötti megállapodást, amely 2050-ig meghosszabbította az űrrepülőtér bérleti idejét. A bérleti díj – amelyet évi 115 000 000 dollárban állapítottak meg – a két ország között régóta tartó vita forrása lett.
Oroszország, hogy csökkentse a Bajkonurtól való függőségét, az Amuri területen létrehozza a Vosztocsnij űrrepülőteret. Ennek építése 2011-ben kezdődött meg. Az űrrepülőtéren az új generációs orosz hordozórakéták, az Angara, a Szojuz–2 és a Rusz–M számára építenek ki indítóállásokat.
Bajkonur jelentős szerepet játszik Oroszországnak a Nemzetközi Űrállomáshoz való kapcsolódásában, mivel ez az egyetlen űrrepülőtér, ahonnan az űrállomásra irányuló orosz űrmissziókat indíthatják. A NASA Space Shuttle-programjának 2011-es befejezésével Bajkonur maradt az egyetlen indítóhely, amelyet a Nemzetközi Űrállomásra irányuló küldetésekhez használhatnak.

## Z
A 2022-es Ukrajna elleni invázió megindítását követően a Z katonai szimbólumot mint háborúpárti jelképet az orosz kormány propagandaeszközként, a civilek pedig az invázió támogatásának jelképeként használják.
Az események hatása alá kerülve a Roszkozmosz akkori főigazgatója, Dmitrij Rogozin a vezetéknevét РогоZин (RogoZin) írásmóddal kezdte el használni, majd utasította a Bajkonuri űrrepülőtér alkalmazottait, hogy az űrállomás berendezéseit jelöljék meg Z betűjelekkel.

## Kapcsolódódó szócikkek
- Nyegyelin-katasztrófa